# Римокатоличка црква Пресветог Срца Исусовог у Шиду
Римокатоличка црква Пресветог Срца Исусовог у Шиду припада Сријемској бискупији Римокатоличке цркве.
Градња цркве у Шиду је започето 1931. године по пројекту архитекте Фрања Фунтака из Вуковара, када је и расписан конкурс и за извођача радова су изабрани Фрањо Келет и Јосип Детлингер. Већ наредне 1932. године црква је завршена, када су и купљена су звона. За време ратних операција у Другом светском рату, 1944. године, торањ цркве био је миниран и порушен заједно са кровом. Обновљена је 1963. године, да би се 2010. године приступило реконструкцији цркве да би добила изворни изглед из 1932. године.
Године 2012. постављен је сатни механизам на све четири стране торња.